# Erik Oskar Arenander
Erik Oskar Arenander, E.O. Arenander, född 1862 i Vårfrukyrka församling, Uppsala län, död 11 oktober 1925, var en svensk agronom och lantbrukslärare.

## Biografi
Arenander var ättling av kyrkoherden i Arnö socken Petrus Matthiæ Roslagius (död 1655), vilkens söner efter hemorten antog namnet Arnander, sedermera ändrat till Arenander. Han blev student 1883, avlade avgångsexamen från Ultuna lantbruksinstitut 1885 och var lantbruksskolelärare 1885-93 och 1896-97. Han studerade en tid vid lantbruksinstitutet vid universitetet i Halle an der Saale och blev filosofie doktor där 1896. Han var länsagronom i Västernorrlands län 1898-1905, blev lektor i hudjurslära vid Ultuna lantbruksinstitut 1905 och professor där 1918. 
Arenander verkade under sin tjänstgöring som länsagronom för lin- och rotfruktsodling samt föreningsväsen inom lantbrukets område. Han arbetade, framför allt genom studium och praktisk verksamhet, för tillvaratagande och renavel av den inhemska obehornade nötboskapen, fjällrasen och den rödkulliga boskapen. I sin gradualvhandling Studien über das ungehörnte Rindvieh im nördlichen Europa unter besonderer Berücksichtigung der nordschwedischen Fjellrasse (1896) försökte han huvudsakligen på grund av kranieundersökningar utreda den obehornade nötboskapens härstamning i förhållande till övriga typer och angav såväl i nämnda som i senare skrifter den förra typen som urgammal och antagligen den ursprungliga. Han invaldes 1911 som ledamot av Lantbruksakademien.